# تنیترامین
تنیترامین (به انگلیسی: Tenitramine) با فرمول شیمیایی C۱۰H۲۰N۶O۱۲ یک ترکیب شیمیایی با شناسه پاب‌کم ۱۶۸۰۰۹ است. که جرم مولی آن 416.30 g/mol می‌باشد. 